# Roy Kenner
Roy Douglas Kenner (Toronto, 14 januari 1948) is een Canadees rock singer-songwriter.

## Biografie
Kenners internationale bekendheid was vooral te danken als leadzanger voor The James Gang van 1972 tot 1974. Hij voegde zich bij de band na het vertrek van Joe Walsh en was bij de band met gitarist Domenic Troiano en later Tommy Bolin. Hij was ook met Domenic Troiano in de Canadese bands Mandala en Bush, die beide een zekere mate van internationaal succes hadden, en zong op Troiano's soloalbums. Tijdens de jaren 1970 speelde Kenner een belangrijke rol bij het lanceren van de carrière van Lisa Dal Bello. Haar eerste single (I Don't Want To) Stand in Your Way werd geschreven door Kenner en wordt beschouwd als een van de sterkste nummers op haar titelloze debuutalbum uit 1977. Na zijn tijd bij The James Gang werkte Kenner ongeveer twee jaar met de in Toronto gevestigde televisiemusical variété Music Music, waarna hij samenwerkte met Garry Peterson (drummer van The Guess Who) in de niet-geregistreerde r&b-band Delphia. In 1975 trad Kenner toe tot de Amerikaanse band Law en nam met hen twee albums op bij Goldhawke Records, eigendom van Roger Daltrey.
Kenner voegde zich weer bij Domenic Troiano als co-writer en zanger op Troiano's album Fret Fever uit 1979. De plaat bevatte de dancehit We All Need Love, het grootste commerciële succes van Troiano. De twee werkten ook samen aan tv-soundtracks, met name het thema van de tv-serie Night Heat. Ondanks zijn internationale succes als leadzanger, heeft Kenner nog nooit een soloalbum uitgebracht. In 1982 droeg hij bij aan de helft van de ep Roy Kenner/The Royals met zes nummers, met drie nummers die samen met Troiano werden geschreven. Kenner doet momenteel jingles en voice-over werk in Toronto, naast sporadische optredens. Hij trad op tijdens de "We All Need Love" tribute concerten van 2006 en 2007 voor Domenic Troiano, die in 2005 bezweek aan kanker.

## Discografie

### Mandala
- 1968: Soul Crusade (Atlantic Records)

### Bush
- 1970: Bush (Dunhill Records)

### James Gang
- 1972: Passin' Thru (ABC Records)
- 1972: Straight Shooter (ABC Records)
- 1973: Bang (Atco Records)
- 1974: Miami (Atco Records)

### Law
- 1977: Breakin' It (MCA Records)
- 1977: Hold On To It (MCA Records)

### Solo
- 1982: Roy Kenner/The Royals

### Andere bijdragen
- 1977: Lisa Dal Bello, Lisa Dal Bello
- 1979: Domenic Troiano, Fret Fever
- 1986: Theme Song, Night Heat